# Juana María Herce
Juana María Herce García (Quel, La Rioja, 1954) es una escritora española. Ha residido en La Rioja, Madrid y actualmente reside en Málaga.

## Trayectoria
Ha colaborado en diversas publicaciones y medios digitales con narrativa breve o poemas, como Ideal de Granada, El Eco del Cidacos, Troquel, La Mirada Actual, Marejadas, Tinta y Papel y otros. Participa habitualmente en la tertulia poética de Arroyo de la Miel y ha intervenido en diversos recitales poéticos.
Obtuvo el segundo premio de relato breve Cuevas de Almanzora 1994. En su poesía domina el lirismo y la elegía. Algunos compositores como Javier León (Francisco Javier León Solís) han puesto música a sus poemas, que han sido interpretados por la soprano Aura Bañasco, Nayara o FunkDango. Es autora de un poema-himno a la Virgen de Valvanera, patrona de La Rioja.A su poema "Atardecer en Ronda" le puso música el compositor Juan Alberto Gómez.
Publicó su primer poemario Bajo diversos cielos en 2014, ilustrado por Marie Contreras.
Poeta invitada por La Mirada Actual 2014.